# Marion Tinsley Bennett

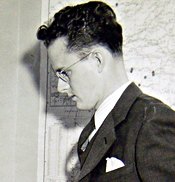
Marion Tinsley Bennett (1943)

Marion Tinsley Bennett (* 6. Juni 1914 in Buffalo, Dallas County, Missouri; † 6. September 2000 in Alexandria, Virginia) war ein US-amerikanischer Jurist und Politiker. Zwischen 1943 und 1949 vertrat er den Bundesstaat Missouri im US-Repräsentantenhaus; später wurde er Bundesrichter.

## Werdegang
Marion Bennett war der Sohn des Kongressabgeordneten Philip Allen Bennett (1881–1942). Er besuchte die öffentlichen Schulen in Buffalo, Jefferson City und Springfield. Danach studierte er bis 1935 am Southwest Missouri State College in Springfield. Nach einem anschließenden Jurastudium an der School of Law der Washington University in St. Louis und seiner 1938 erfolgten Zulassung als Rechtsanwalt begann er in Springfield in diesem Beruf zu arbeiten. Seit dem 3. Januar 1941 war er Sekretär seines Vaters, der an diesem Tag sein Mandat im Kongress antrat. Politisch gehörten beide Bennetts der Republikanischen Partei an. Zwischen 1938 und 1942 war Marion Bennett Vorstandsmitglied seiner Partei im Greene County. Von 1938 bis 1948 nahm er als Delegierter an allen regionalen Parteitagen in Missouri teil.
Nach dem Tod seines Vaters wurde Bennett bei der fälligen Nachwahl für den sechsten Sitz von Missouri als dessen Nachfolger in das US-Repräsentantenhaus in Washington, D.C. gewählt, wo er am 12. Januar 1943 sein neues Mandat antrat. Nach zwei Wiederwahlen konnte er bis zum 3. Januar 1949 im Kongress verbleiben. Diese Zeit war von den Ereignissen des Zweiten Weltkrieges und dessen Folgen bestimmt. Im Jahr 1945 gehörte er zu einer zehnköpfigen Kongressdelegation, die auf Einladung von General Dwight D. Eisenhower das KZ Buchenwald bei Weimar besuchte, um sich ein Bild von den dort begangenen Untaten zu machen.
Im Jahr 1948 unterlag Bennett dem Demokraten George H. Christopher. Bis 1974 gehörte er als Oberst der Reserve der United States Air Force an. Zwischen 1949 und 1972 war Marion Bennett Bundesbeauftragter am Court of Claims in Washington. Von 1972 bis 1982 war er Richter an diesem Gerichtshof. Danach fungierte er bis 1987 als Richter am Bundesberufungsgericht für den Bundesgerichtskreis. Anschließend zog er sich in den Ruhestand zurück. Marion Bennett starb am 6. September 2000 in Alexandria und wurde in Springfield beigesetzt.